# HMS Romney (J77)
Le HMS Romney (pennant number J77)  est un dragueur de mines de la Classe Bangor lancé pour la Royal Navy (RN) et qui a servi pendant la Seconde Guerre mondiale.

## Conception
Le Romney est commandé dans le cadre du programme de la classe Bangor de 1939-40 le 28 août 1939 pour le chantier naval de Lobnitz & Company à Renfrew en Écosse. La pose de la quille est effectuée le 27 février 1940, le Romney est lancé le 3 août 1940 et mis en service le 12 décembre 1940.
La classe Bangor doit initialement être un modèle réduit de dragueur de mines de la classe Halcyon au service de la Royal Navy,. La propulsion de ces navires est assurée par 3 types de motorisation: moteur diesel, moteur à vapeur à pistons double ou triple expansions et turbine à vapeur. Cependant, en raison de la difficulté à se procurer des moteurs diesel, la version diesel a été réalisée en petit nombre.
Les dragueurs de mines de classe Bangor version anglaise à moteur alternatif à vapeur déplacent 684 tonnes en charge normale. Afin de pouvoir loger les chaufferies, ce navire possède des dimensions plus grandes que les premières versions à moteur diesel avec une longueur totale de 58 mètres LHT, une largeur de 8,69 mètres et un tirant d'eau de 3,2 mètres. Ce navire est propulsé par 2 moteurs alternatifs verticaux à triple expansions alimentés par 2 chaudières à tubes d'eau à 3 tambours Admiralty et entraînant deux arbres d'hélices. Les moteurs développent une puissance de 2 400 chevaux-vapeur (1 790 kW) et atteignent une vitesse maximale de 16 nœuds (30 km/h). Le dragueur de mines peut transporter un maximum de 163 tonnes de fioul qui lui donne un rayon d'action de 2 800 milles nautiques (5 200 kilomètres) à 10 nœuds (19 km/h).
Leur manque de taille donne aux navires de cette classe de faibles capacités de manœuvre en mer, qui seraient même pires que celles des corvettes de la classe Flower. Les versions à moteur diesel sont considérées comme ayant de moins bonnes caractéristiques de maniabilité que les variantes à moteur alternatif à faible vitesse. Leur faible tirant d'eau les rend instables et leurs coques courtes ont tendance à enfourner la proue lorsqu'ils sont utilisés en mer de face.
Les navires de la classe Bangor sont également considérés comme exiguës pour les membres d'équipage, entassant plus de 60 officiers et matelots dans un navire initialement prévu pour un total de 40 hommes.
Les Bangors équipés de moteur à vapeur à pistons double ou triple expansions sont armés d'un canon anti-aérien QF de 12 livres (7,62 cm) et d'un canon AA QF de 2 livres (4 cm) ou d'un quadruple affût pour la mitrailleuse Vickers .50. Sur certains navires, le canon de 2 livres est remplacé par un canon AA Oerlikon de 20 mm simple ou double, tandis que la plupart des navires sont équipés de quatre affûts Oerlikon simples supplémentaires au cours de la guerre. Pour les missions d'escortes, leur équipement de dragage de mines peuvent être échangé contre une quarantaine de grenades sous-marines.

## Histoire

### Seconde Guerre mondiale
Le Romney  est vendu le 18 janvier 1950 et mis au rebut à Granton en février 1950.

### Participation auxconvois
Le Romney a navigué avec les convois suivants au cours de sa carrière:
1. Convoi AP 3A
2. Convoi AP 3B
3. Convoi AP 14
4. Convoi AP 18
5. Convoi BA 34
6. Convoi CM 32
7. Convoi GUS 19
8. Convoi GUS 22
9. Convoi GUS 23
10. Convoi KMS 23
11. Convoi KMS 26
12. Convoi MKS 21
13. Convoi MKS 24
14. Convoi MKS 29
15. Convoi MKS 32
16. Convoi ST 16
17. Convoi ST 17
18. Convoi TX 6/1
19. Convoi TX 9/1
20. Convoi TX 12/1
21. Convoi TX 13/1
22. Convoi XT 5
23. Convoi XT 7

### Commandement
- Commander (Cdr.) (en retraite) Eric Ronald Arthur Farquharson (RN) du 9 octobre 1940 au 17 septembre 1941
- Commander (Cdr.) Robert Henry Vivian Sivewright (RN) (en retraite) du 17 septembre 1941 à juillet 1942
- Lieutenant (Lt.) William Eric Halbert (RNR) de juillet 1942 à mars 1944
- A/Commander (A/Cdr.) (en retraite) George Walter Alexander Thomas Irvine (RNR) de mars 1944 au 5 février 1945
- T/A/Lieutenant Commander  (T/A/Lt.Cdr.) Alfred Edward Bird (RNVR) du 5 février 1945 à fin 1945

Notes:
RN: Royal Navy
RNR: Royal Naval Reserve
RNVR: Royal Naval Volunteer Reserve